# Totem (religia)

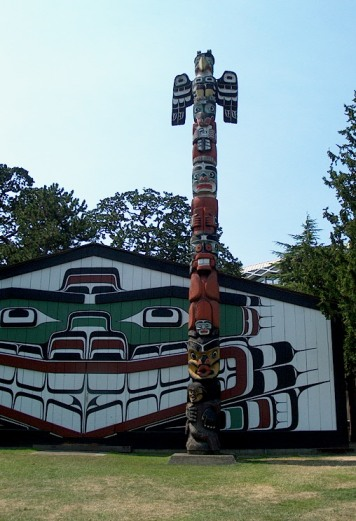
Indiański słup totemowy Kolumbia Brytyjska, Kanada

Totem – termin określający zjawiska związane z relacjami człowieka z mitycznym przodkiem zwierzęcym lub roślinnym, czasem zjawiskiem przyrodniczym. Klany posiadają własny totem, nazwę, a jego członkowie połączeni są więzami pokrewieństwa. Totemy oznaczają mistyczne więzi między ludźmi a jedynie wtórnie odzwierciedlają stosunki społeczne.
Totem to również – w bardziej popularnym znaczeniu – godło rodziny lub klanu rodzinnego u wielu ludów pierwotnych. Totemem mogło być zwierzę, roślina lub jakiś martwy przedmiot, które uznawane było za protoplastę i opiekuna tej rodziny.
Totem to wizerunek mitycznego przodka, którym mogą być klasy przedmiotów materialnych, głównie zwierzęta i rośliny, ale i zjawiska atmosferyczne, ciała niebieskie, miejsca geograficzne, czasami przodkowie – istoty całkowicie mityczne (jak u Warramungów i Tjingillów – przodek Thaballa, który jest ucieleśnieniem radości).
W plemionach wędrownych totemy mogły być odzwierciedlane na kawałkach kory zawieszonych na żerdziach lub hełmach, co pełniło funkcję sztandarów wojennych. Totemy mogą być malowane na skórach zwierząt leżących na wigwamach, być przedstawiane przez słomiane kukły lub malowidła na ziemi. W grupach bardziej osiadłych rzeźbiono je na drewnianych słupach (gł. Tlingita – 15m) lub zawieszano je na ścianach domów, czółen, narzędziach, broni, grobach. W czasach świąt w niektórych plemionach istniał zwyczaj tatuowania totemu bezpośrednio na ciele.
Niektórzy badacze uważają, że istnieje ścisłe tabu na spożywanie lub kontakt z totemem, ale nie jest to regułą.
Totem więc to symbol przynależności do klanu (grupy ludzi wierzących we wspólne pochodzenie od totemu) lub fratrii. Każdy klan ma swój jeden, niepowtarzalny totem.
Émile Durkheim dzieli totemy na:
- Totemy klanu:
  - totemy matrylinearne (najczęstsze), występujące m.in. u Dieriów i Urabunnów z Australii Pd.
  - totemy patrylinearne łączone z patrylokalnością
  - totemy, gdzie mityczny przodek rytualnie zapładnia matkę w chwili poczęcia - u Aruntów i Loritjów.
- Totemy fratrii: fratria (dzieląca plemię na dwie części) to rodzaj szczególnego braterstwa - system zanikający już w czasach Durkheima. Według Andrew Langa totemy fratrii to wyłącznie zwierzęta. Totemy klanowe podporządkowane są fratrii.

Ponadto istnieją różne rodzaje totemów:
- totemy indywidualne
- totemy płci
- totemy połówkowe
- totemy sekcji i podsekcji
- totemy lokalne/terytorialne
- totemy narodzin

Totemy używane do celów sakralnych to czuringa – rzeźbione kawałki drewna lub kamienia
przywiązywane do kity z włosów ludzi lub zwierząt. Podczas ceremonii kręcono czuringa w powietrzu, tak że wywoływały one charakterystyczny warkot.
Czuringa to największy materialny wyraz sacrum w społecznościach Australii – to, obok
rzeczownika, jest również przymiotnik oznaczający: święty. Czuringa jest tabu dla zwykłych ludzi, ma cechy lecznicze, dodaje odwagi i wytrwałości, a u wrogów powoduje strach. Utrata czuringi powoduje klęskę całego klanu. Według Spencera i Gillena czuringa to siedziba duszy przodka. 
Odmianą totemu Czuringa jest nurtunja – pionowy stojak zrobiony z jednej albo kilku włóczni, albo waninga, występujący tylko u południowych Aruntów, Urabunnów i Loritjów – pionowo zakopana włócznia przecięta jedną lub dwiema poprzeczkami, co nadaje jej wygląd krzyża. 
Czuringa, Nurtunja i Waninga zawdzięczają swą świętość wyłącznie emblematowi totemu nań naniesionemu.